# Homero Icaza Sánchez
Homero Icaza Sánchez, conhecido como "El Brujo" (Cidade do Panamá, 1925 - Rio de Janeiro, 30 de agosto de 2011), foi um advogado, cônsul e executivo de televisão panamenho-brasileiro.
Era consultor da Rede Globo de Televisão (desde 1971), foi o fundador do Instituto Técnico de Análises e Pesquisas (ITAPE) em 1968 e foi cônsul do Panamá no Rio de Janeiro por quase duas décadas, além de ter sido professor catedrático.
Nasceu em 10 de janeiro de 1925 na Cidade do Panamá (Panamá) e morreu na cidade do Rio de Janeiro no dia 30 de agosto de 2011.